# 怪奇秀
是2017年上映的 LGBT劇情片。 Trudie Styler 執導， Patrick J. Clifton & Beth Rigazio為編劇, 改編至 James St. James所創作的同名小說。 演員有，亞歷克斯‧勞瑟、 艾碧·貝絲琳、 贝蒂·米勒、安娜蘇菲亞·羅伯 、 Ian Nelson, Lorraine Toussaint, and Laverne Cox.2018年1月於美國上映

## 演員
- 亞歷克斯‧勞瑟 飾 比利·布魯姆, 轉學至保守高中的高二生，活潑幽默且善良。[1]
  - Eddie Schweighardt　飾　小時候的比利·布魯姆。
- 艾碧·貝絲琳 飾 麗奈特, 比利的敵人，啦啦隊長。
[2][3]
- 贝蒂·米勒 飾 比利的母親。[4]
- Larry Pine 飾 比利的父親。[2]
- 安娜蘇菲亞·羅伯 飾 某位女孩
[4][5]
- Ian Nelson 飾 比利的朋友 "飛利"。[4]
- Lorraine Toussaint 飾 佛蘿茜, 比利的保母。[4]
- Laverne Cox 飾 菲莉西雅, 一位記者。[2]
- 薇拉·費茲傑羅[2]
- Celia Weston